# Chaves (Portugal)
Pour les articles homonymes, voir Chaves.
Chaves (prononciation en portugais : ˈʃavɨʃ) est une municipalité (en portugais : concelho ou município) du Portugal, située dans le district de Vila Real et la région Nord. 
Dans la montagneuse province de Tras-os-Montes, Chaves occupe une position privilégiée sur les bords du Tâmega, au centre d'un bassin d'effondrement particulièrement fertile.
C’est la deuxième municipalité, la plus peuplée du district de Vila Real.

## Histoire

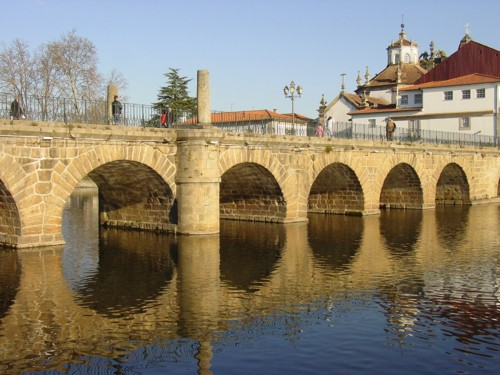
Pont de Trajano, à Chaves.

L'ancienne cité romaine, connue sous le nom d'Aquae Flaviae (nom qui lui fut donné par l'empereur Flávio Vespasiano, qui reconnut la qualité de ses eaux thermales) conserve de cette période de nombreux témoignages, dont son fameux pont romain sur le Tâmega. La ville constitue un point d'accès important du Portugal, ce qui explique son nom (chaves signifiant « clés » en portugais). C'est ainsi qu'elle fut choisie comme point d'entrée par l'armée napoléonienne dans sa tentative de conquérir le Portugal.
Longtemps considérée comme le cœur économique de sa région, elle subit un net déclin dû à l'émigration massive dans les années 1970 des habitants de ses freguesias, notamment en direction de la France, des États-Unis ou de la Suisse. La ville tend toutefois à reprendre progressivement son statut : elle connaît un net regain d'activité depuis le milieu des années 2000, bénéficiant notamment de la construction de l'autoroute A24 la reliant de façon décente au reste du pays.

## Géographie
Chaves est limitrophe :
- au nord, de l'Espagne,
- à l'est, de Vinhais,
- au sud-est, de Valpaços et chamoinha ,
- au sud-ouest, de Vila Pouca de Aguiar,
- à l'ouest, de Boticas et Montalegre.

## Économie
Chaves possède un aérodrome (code AITA : CHV).

## Démographie
| 1801   | 1849   | 1900   | 1930   | 1960   | 1981   | 1991   | 2001   | 2006   |
| ------ | ------ | ------ | ------ | ------ | ------ | ------ | ------ | ------ |
| 31 651 | 17 356 | 36 781 | 40 702 | 57 243 | 45 883 | 40 940 | 43 667 | 44 186 |

| 2011   | - | - | - | - | - | - | - | - |
| ------ | - | - | - | - | - | - | - | - |
| 41 243 | - | - | - | - | - | - | - | - |

## Personnalités liées à la ville
- António Joaquim Granjo (1881-1921), avocat et homme politique, né à Chaves.
- Nadir Afonso (1920-2013), artiste peintre, architecte et théoricien de l'art, né à Chaves.

## Lieux d'intérêt
- Fort de São Francisco de Chaves
- Fort de São Neutel
- Château de Chaves
- Château de Monforte
- Château de Santo Estêvão
- Pont romain de Chaves
- Pilori de Chaves

## Galerie

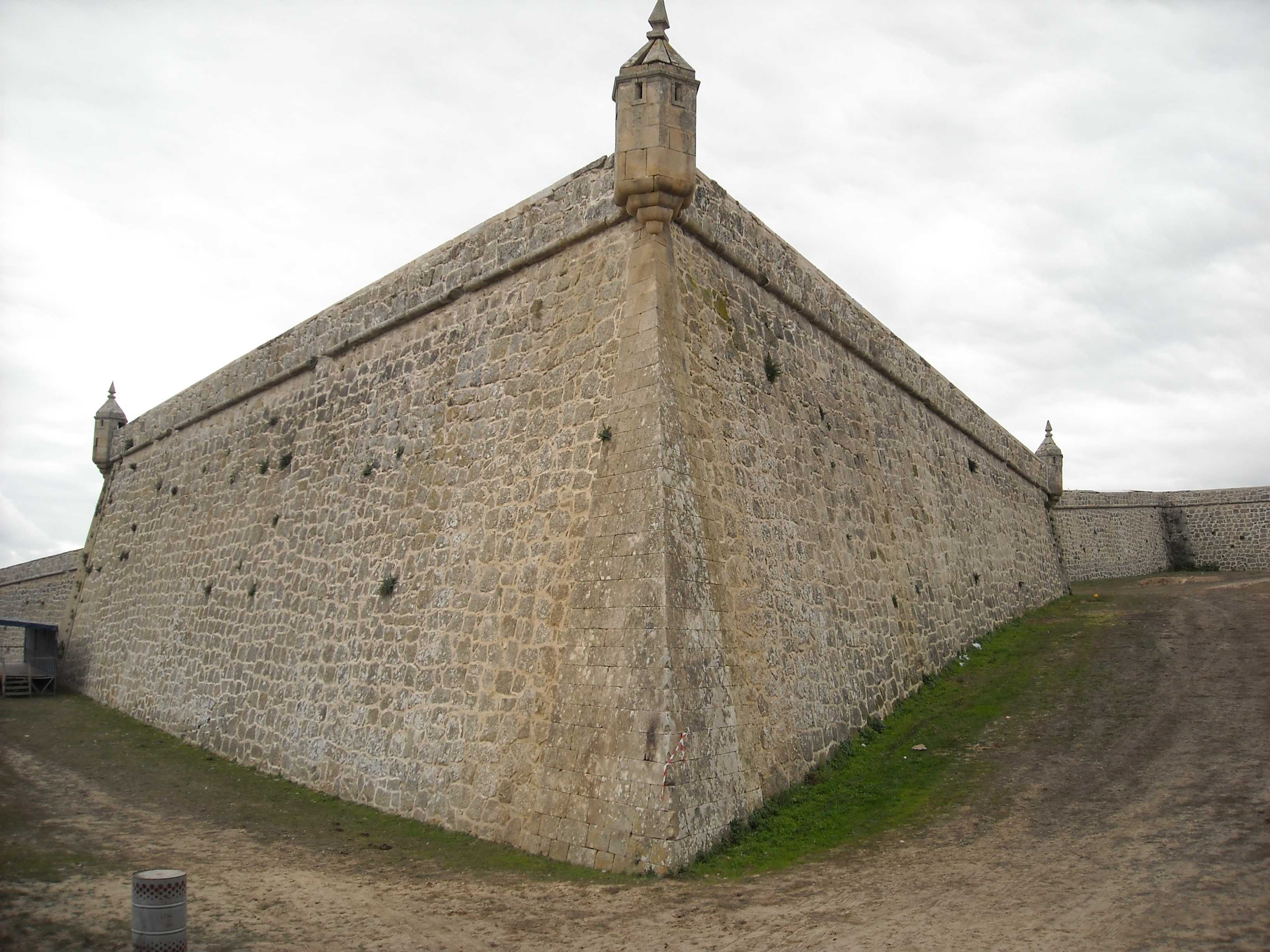
Fort de Sao Neutel
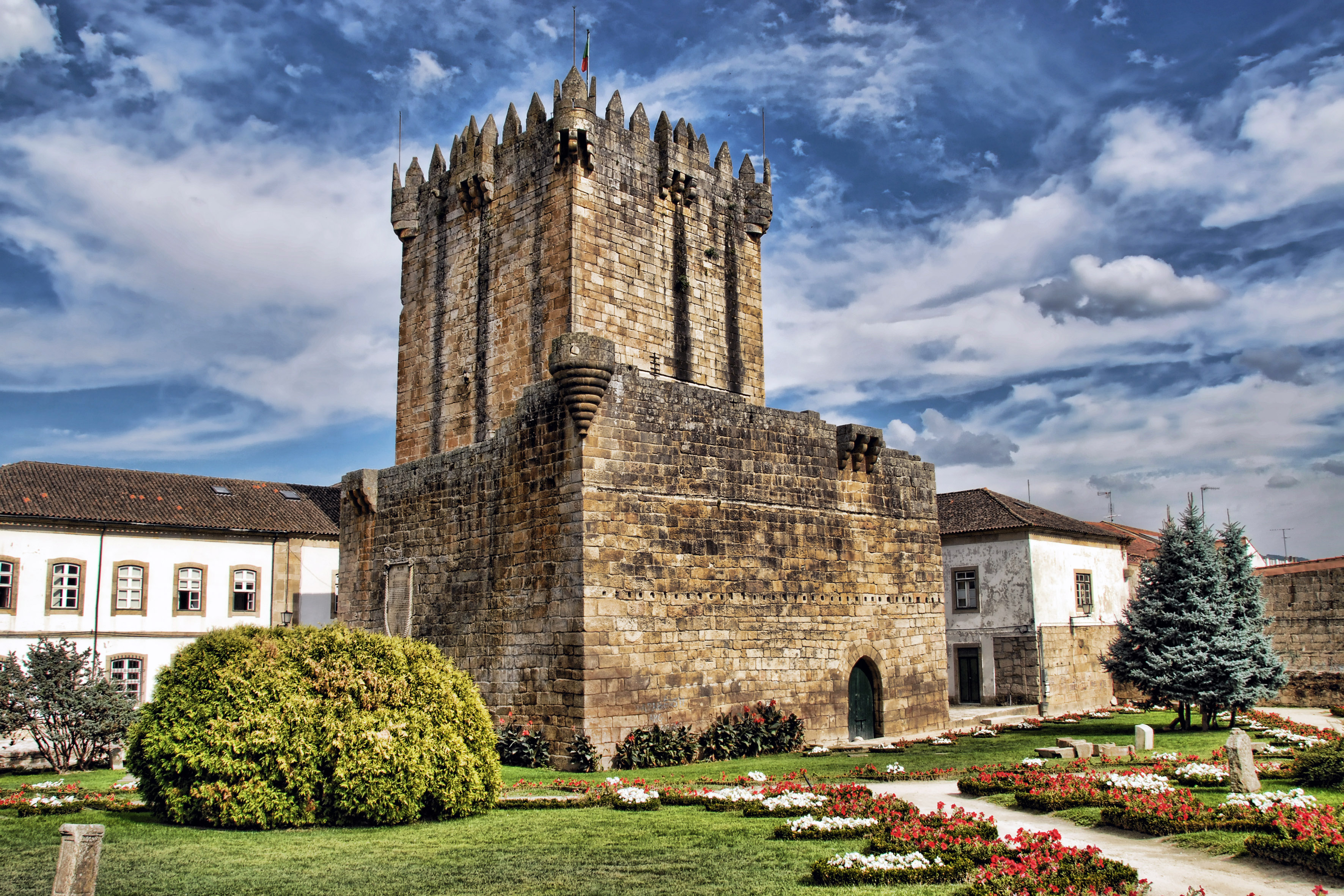
Donjon du château de Chaves.
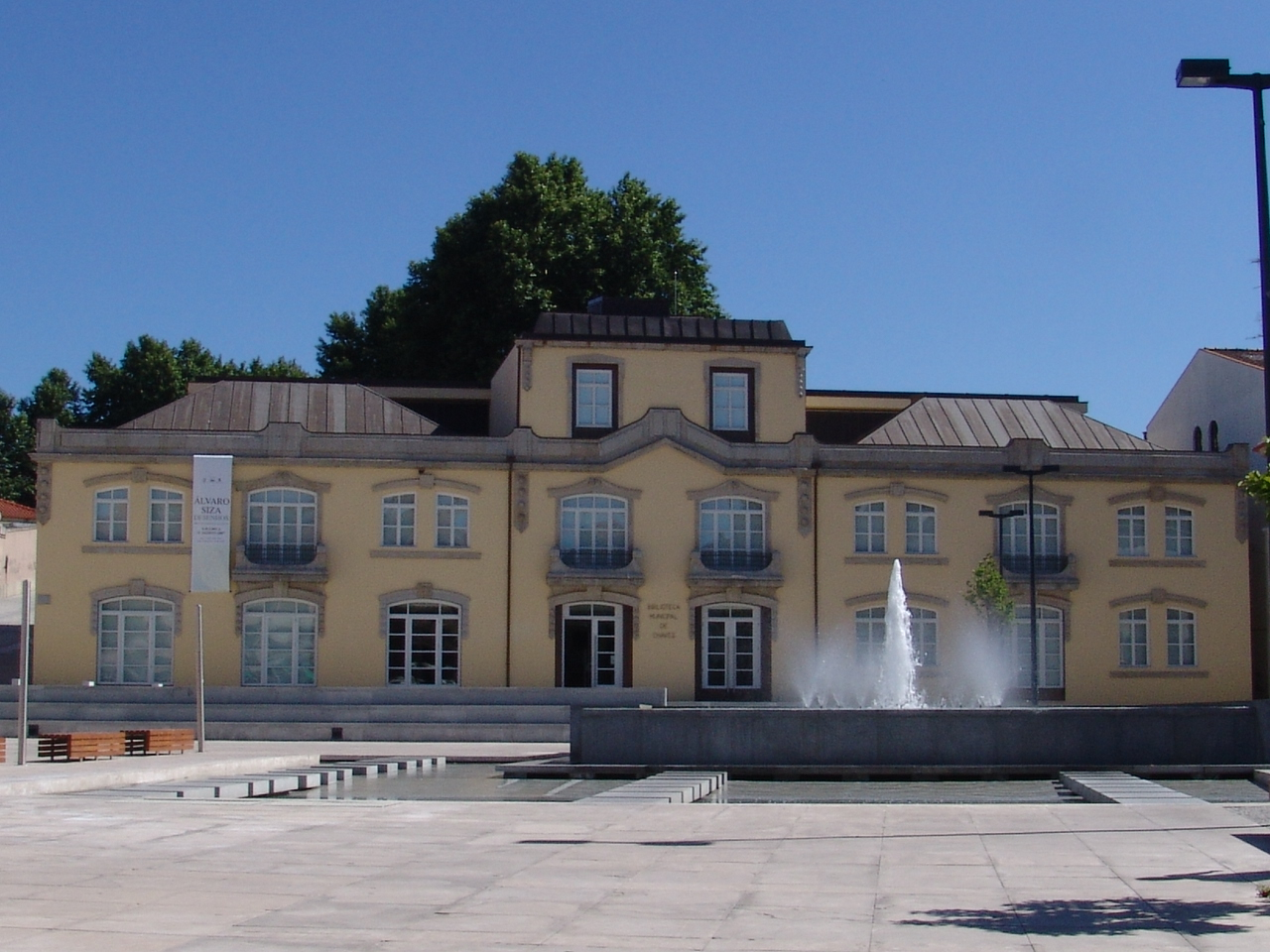
Bibliothèque municipale.
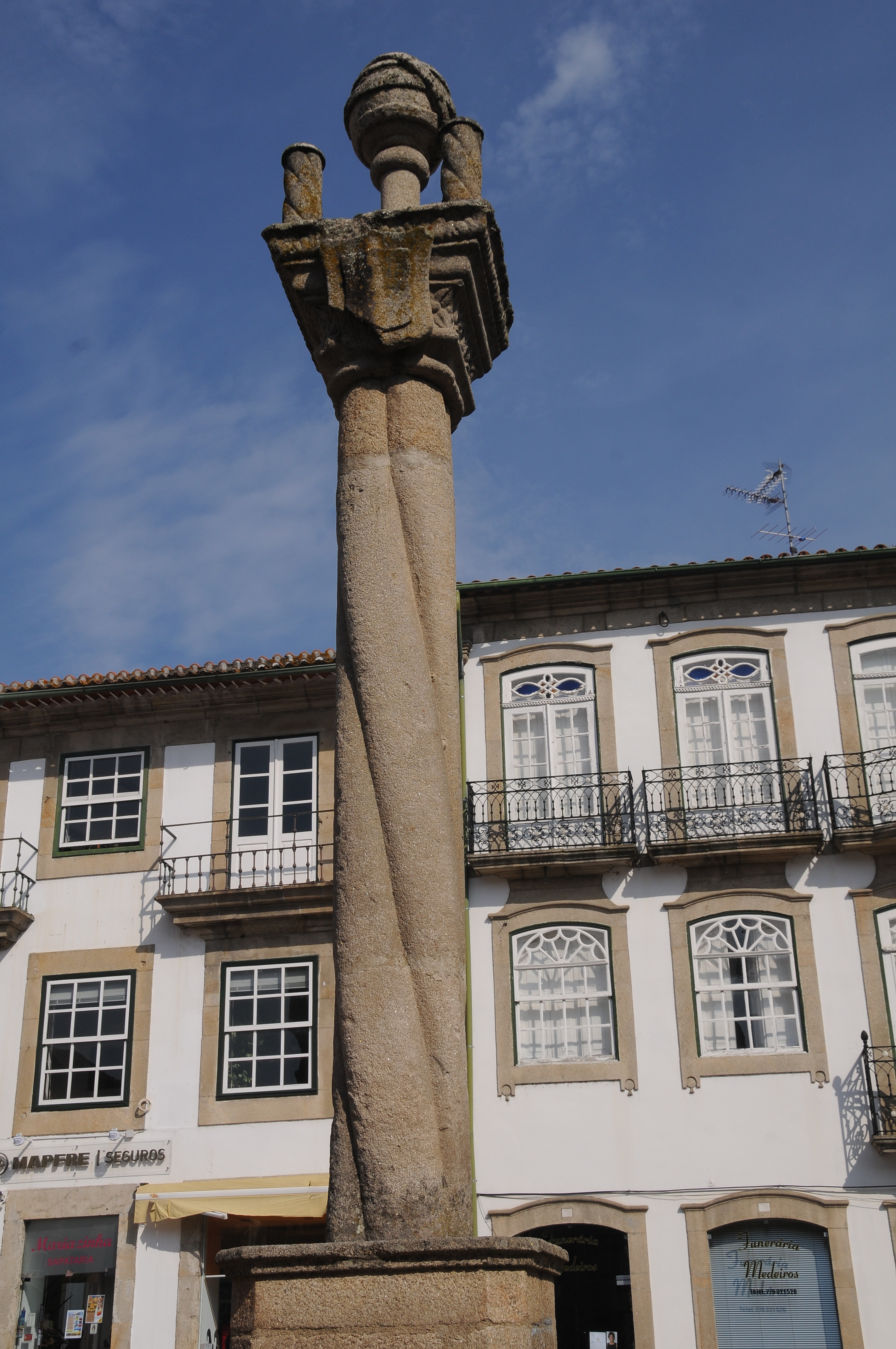
Pilori de Chaves.
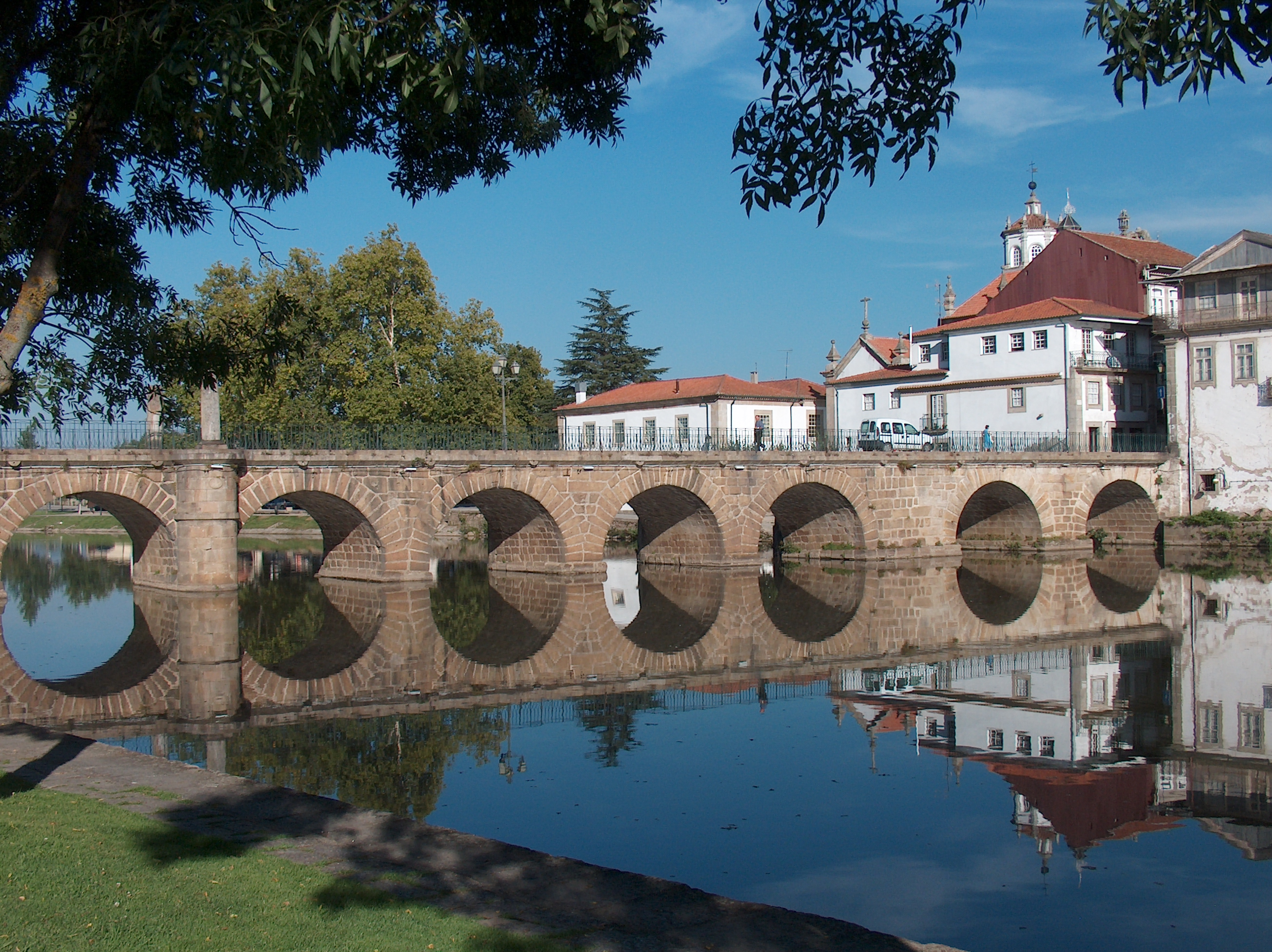
Pont romain

## Spécialités alimentaires
Chaves est connue pour son excellent jambon fumé (presunto).

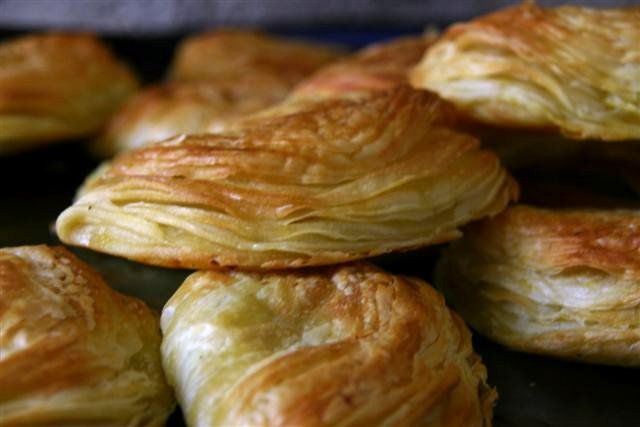
Pastel de Chaves.
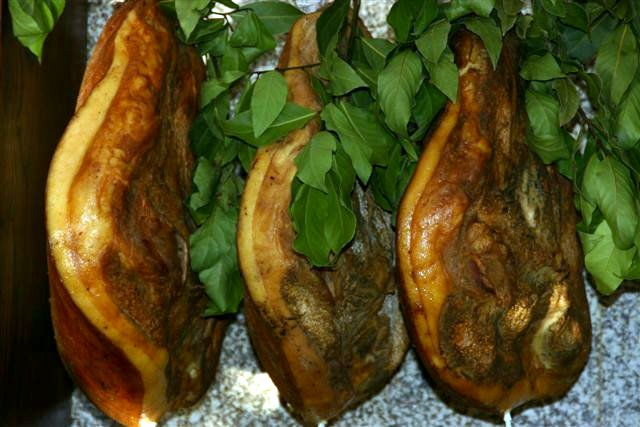
Presunto de Chaves.
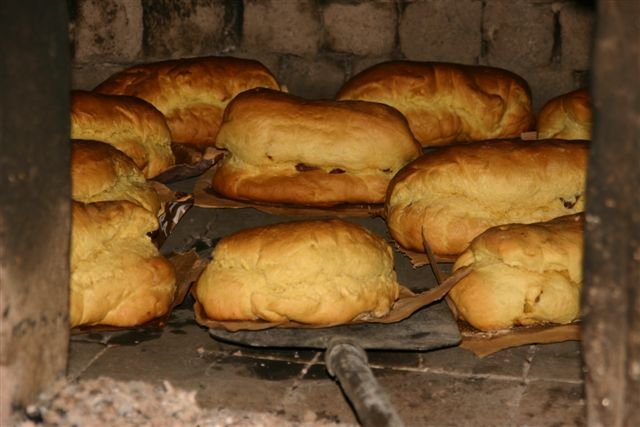
Folar de Chaves.
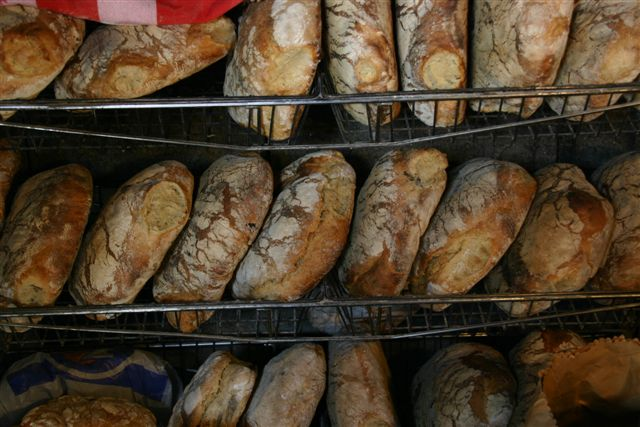
Pão de Chaves.

## Sport
La municipalité de Chaves ne possède qu'une unité sportive officielle, consacrée au football, le Grupo Desportivo de Chaves, actuellement en deuxième division (Liga Portugal 2 Meu Super). Ce club a atteint la finale de la Coupe du Portugal en 2010 face au FC Porto, s'inclinant 1 à 2.

## Subdivisions
La municipalité de Chaves groupe 51 paroisses (freguesia, en portugais) :
- Águas Frias
- Anelhe
- Arcossó
- Bobadela
- Bustelo
- Calvão
- Cela
- Cimo de Vila da Castanheira
- Curalha
- Dadim
- Eiras
- Ervededo
- Faiões
- Lamadarcos
- Loivos
- Madalena
- Mairos
- Moreiras
- Nogueira da Montanha
- Oucidres
- Oura
- Outeiro Seco
- Paradela de Monforte
- Póvoa de Agrações
- Redondelo
- Roriz
- Samaiões
- Sanfins da Castanheira
- Sanjurge
- Santa Cruz/Trindade
- Santa Leocádia
- Santa Maria Maior
- Santo António de Monforte
- Santo Estêvão
- São Julião de Montenegro
- São Pedro de Agostém
- São Vicente da Raia
- Seara Velha
- Selhariz
- Soutelinho da Raia
- Soutelo
- Travancas
- Tronco
- Valdanta
- Vidago
- Vila Verde da Raia
- Vilar de Nantes
- Vilarelho da Raia
- Vilarinho das Paranheiras
- Vilas Boas
- Vilela do Tâmega
- Vilela Seca